# Anoplodactylus compositus
Anoplodactylus compositus is een zeespin uit de familie Phoxichilidiidae. De soort behoort tot het geslacht Anoplodactylus. Anoplodactylus compositus werd in 1991 voor het eerst wetenschappelijk beschreven door Chimenz, Cottarelli & Tosti. 